# Abundantius z Afriky
Svatý Abundantius byl mučedníkem v Africe ve skupině sv. 13 mučedníků Afriky. Více informací není známo.
Jeho svátek se slaví 1. března.